# 馬拉庫熱利夫卡
48°55′8″N 27°3′3″E / 48.91889°N 27.05083°E
小庫熱利夫卡（烏克蘭語：Мала Кужелівка）是位於烏克蘭西部赫梅利尼茨基州裏卡緬涅茨-波多利斯基區的杜納伊夫齊市鎮的村莊，面積1.89平方公里，海拔高度274米，2001年人口285，人口密度每平方公里150.79人。